# Kodiak (serie televisiva)
Kodiak  è una serie televisiva statunitense in 13 episodi trasmessi per la prima volta nel corso di una sola stagione nel 1974. Durante la prima televisiva sulla ABC gli ultimi 9 episodi non furono mandati in onda a causa della concorrenza spietata con la serie Sanford and son.

## Trama
Cal "Kodiak" McKay è un agente di polizia dell'Alaska State Troopers sempre accompagnato dal suo fedele amico di origini eschimesi Abraham Lincoln Imhook. Kodiak utilizza il suo pick-up di servizio per rintracciare gli autori di reati attraverso 50.000 chilometri dell'entroterra dell'Alaska.

## Personaggi e interpreti
- Cal 'Kodiak' McKay (13 episodi, 1974), interpretato da Clint Walker.
- Abraham Lincoln Imhook, interpretato da Abner Biberman.
- Mandy, interpretata da Margaret Blye.
È una informatrice della polizia.

## Produzione
La serie fu prodotta da Kodiak Productions e Warner Bros. Television e girata in Alaska e nell'Oregon. Le musiche furono composte da Morton Stevens. Tra gli sceneggiatori è accreditato Anthony Lawrence.

### Registi
Tra i registi sono accreditati:
- Robert Day
- Sutton Roley
- William Witney

## Distribuzione
La serie fu trasmessa negli Stati Uniti dal 13 settembre 1974 al 4 ottobre 1974 sulla rete televisiva ABC. In Italia è stata trasmessa su emittenti locali con il titolo Kodiak.

## Episodi
| Stagione       | Episodi | Prima TV USA |
| -------------- | ------- | ------------ |
| Prima stagione | 13      | 1974         |